# Belwa Parsouni
Belwa Parsouni – gaun wikas samiti w środkowej części Nepalu w strefie Narajani w dystrykcie Parsa. Według nepalskiego spisu powszechnego z 2001 roku liczył on 1177 gospodarstw domowych i 7978 mieszkańców (3864 kobiet i 4114 mężczyzn).